# Santa Clarita

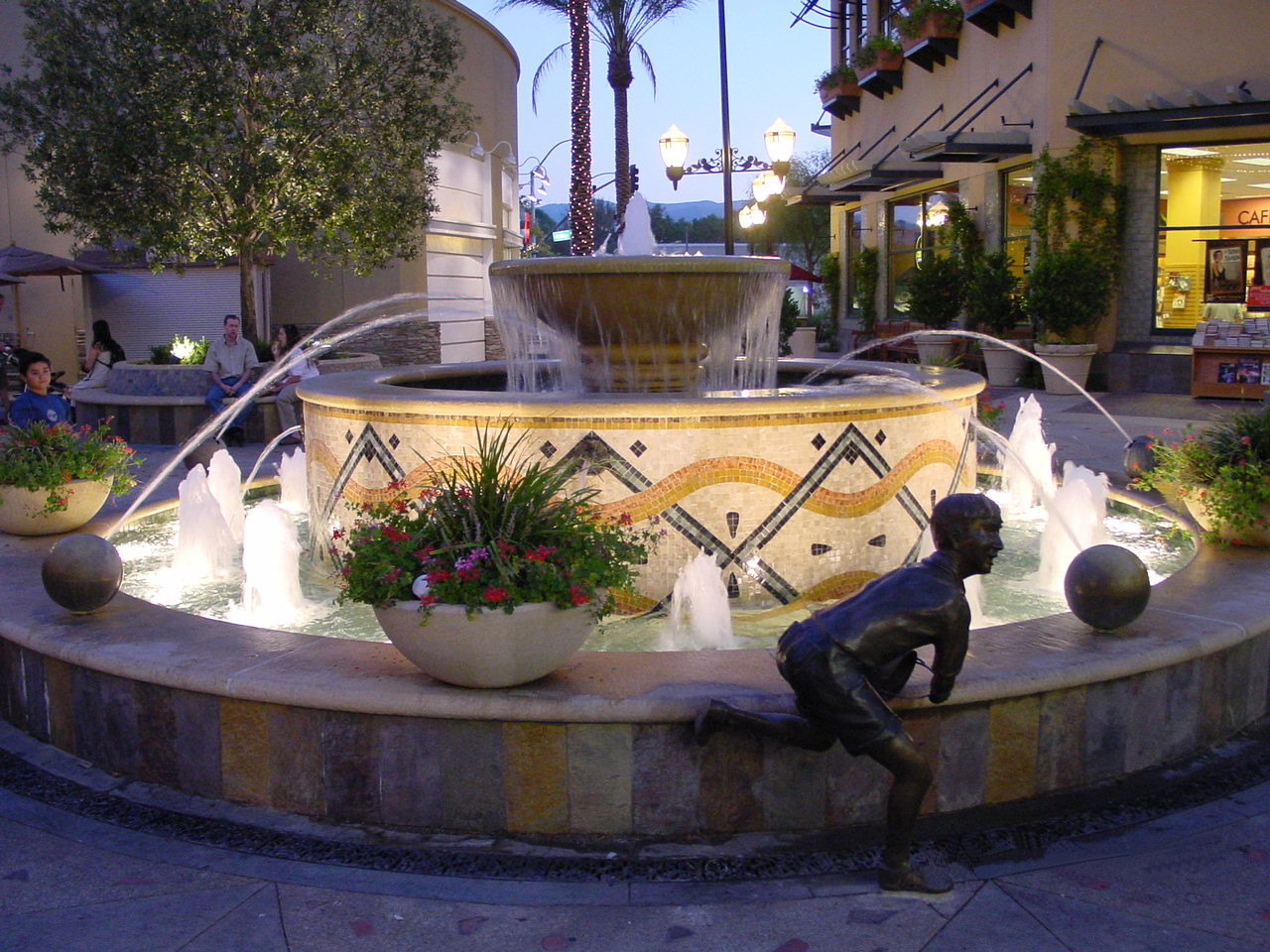
Fountain in front of the Edwards Theater, at Towncenter and Theater Drives in Santa Clarita — Los Angeles County, California

Santa Clarita là thành phố lớn thứ tư ở quận Los Angeles, California, Hoa Kỳ và là thành phố lớn thứ 24 trong tiểu bang California. Theo kết quả điều tra dân số Hoa Kỳ năm 2010, dân số của thành phố tăng 16,7% so với năm 2000 và đạt mức 176.320 dân. Thành phố nằm khoảng 35 dặm (56 km) về phía tây bắc của trung tâm thành phố Los Angeles, và chiếm phần lớn thung lũng Santa Clarita. Đây là một ví dụ đáng chú ý của một ngoại ô. FBI đánh giá nó như là thành phố an toàn thứ sáu tại Hoa Kỳ với dân số ít nhất 100.000 dân. (Gần đó Simi Valley, Thousand Oaks, trong Ventura County, theo truyền thống luân phiên giữa các điểm đầu tiên và thứ hai trong danh sách.) Santa Clarita được xếp hạng thứ 18 trong số 100 địa điểm hàng đầu do tạp chí tiền vào năm 2006.
Santa Clarita được thành lập vào năm 1987 như là sự hợp nhất của cộng đồng trước đây hiện có, bao gồm cả quận Canyon, Newhall, Saugus, và Valencia, tất cả đều là đất của cựu Rancho San Francisco. Ranh giới chính của nó là Nhà nước vàng (I-5) và Antelope Valley (SR-14) đường cao tốc, sáp nhập của họ trong Newhall Pass tại điểm cực nam của thành phố cho Santa Clarita một hình tam giác xuất hiện trên bản đồ.
Santa Clarita là thường gắn liền với công viên vui chơi giải trí Six Flags Magic Mountain, mặc dù công viên nằm ngay bên ngoài giới hạn thành phố chưa hợp nhất Los Angeles County, California và Viện Nghệ thuật (CalArts), tọa lạc tại Valencia.